# Безводна (станиця)
Безводна (рос. Безводная; адиг. Псынчъэ) — станиця Майкопського району Адигеї Росії. Входить до складу Краснооктярбрського сільського поселення.
Населення —  62 особи (2015 рік).